# Palazzo Tarascone
Der Palazzo Tarascone ist ein Palast aus dem 18. Jahrhundert in Ercolano in der italienischen Region Kampanien. Er liegt am Corso Resina, 68 an der sogenannten Goldmeile (Miglio d’oro).
Placido Troyli nannte den Palast eines der schönsten Gebäude in der Nähe der Reggia di Portici. Die Karte des Duca di Noj zeigt klar den unregelmäßigen Grundriss des zwischen der alten, bourbonischen Straße und der Via Cuparella gelegenen Baus. Letztere führt am oberen Wald der Reggia di Portici vorbei.

## Geschichte
Der Palazzo Tarascone gehörte dem Herzog von Acerra, Raffaele Tarascona aus der französischen Linie der Familie. Er ließ ihn auf den Überresten eines Gebäudes aus dem 17. Jahrhundert errichten, das einem gewissen Aniello Jacumino gehört hatte. An einen ersten, engen Hof schließt sich ein zweiter, achteckiger Hof, der in der klassischen Linie Ferdinando Sanfelices gehalten ist und schöne Fenster mit Tymapana zeigt, von denen einige mit Brettern vernagelt, andere vermauert sind. An den Ecken erfüllte ein Maskaron in Stuck einmal die Funktion eines Kapitells und einer Traufe.
Es folgt dann ein weiterer Hof, der zum Garten führte, in dem sich rechts die Stallungen mit Pilastern aus Piperno befinden. Auch gab es dort eine Kapelle, die aber heute verschwunden ist. Im 19. Jahrhundert wurde das Gebäude um eine Etage aufgestockt, was aber zu Lasten der zierlichen Fassade ging. Letztere wurde auch durch das Fehlen einer der Portalsäulen entstellt, die am 14. September 1943 durch einen Luftangriff beschädigt wurde.
Das Gebäude erscheint heute durch  spätere Anbauten an der Gartenseite ziemlich verändert. Der Garten war die einzige Stelle, der ausreichend Platz für Anbauten bot. Die Fassade ist in schlechtem Erhaltungszustand.
Im Palazzo Tarascone war zwischen 1920 und 1930 ein Gymnasium untergebracht, das einzige, das Ercolano in seiner Geschichte jemals besaß. Zur Einweihung erschienen bedeutende Politiker, wie z. B. Giovanni Porzio, der spätere stellvertretende Präsident des Ministerrats.